# Sint-Augustinus van Canterburykerk
De Sint-Augustinus van Canterburykerk (Frans: Église Saint-Augustin-de-Cantorbéry) is de parochiekerk van de in het Franse departement Pas-de-Calais gelegen plaats Hardelot-Plage, aan het Place de l'Église.
Deze kerk werd gebouwd in 1952. Het is een eenvoudig eenbeukig kerkje onder zadeldak. Boven het ingangsportaal bevindt zich een glas-in-betonvenster.